# Virgil Frye
Virgil Charles Frye, född 21 augusti 1930 i Estherville, Iowa, död 7 maj 2012 i Orange County, Kalifornien, var en amerikansk skådespelare och tidigare Golden Glovesmästare i boxning. Han har även jobbat som makeup-artist. Frye var med i flera filmer och var far till skådespelarna Sean och Soleil Moon Frye.